# Great and Little Cowdens

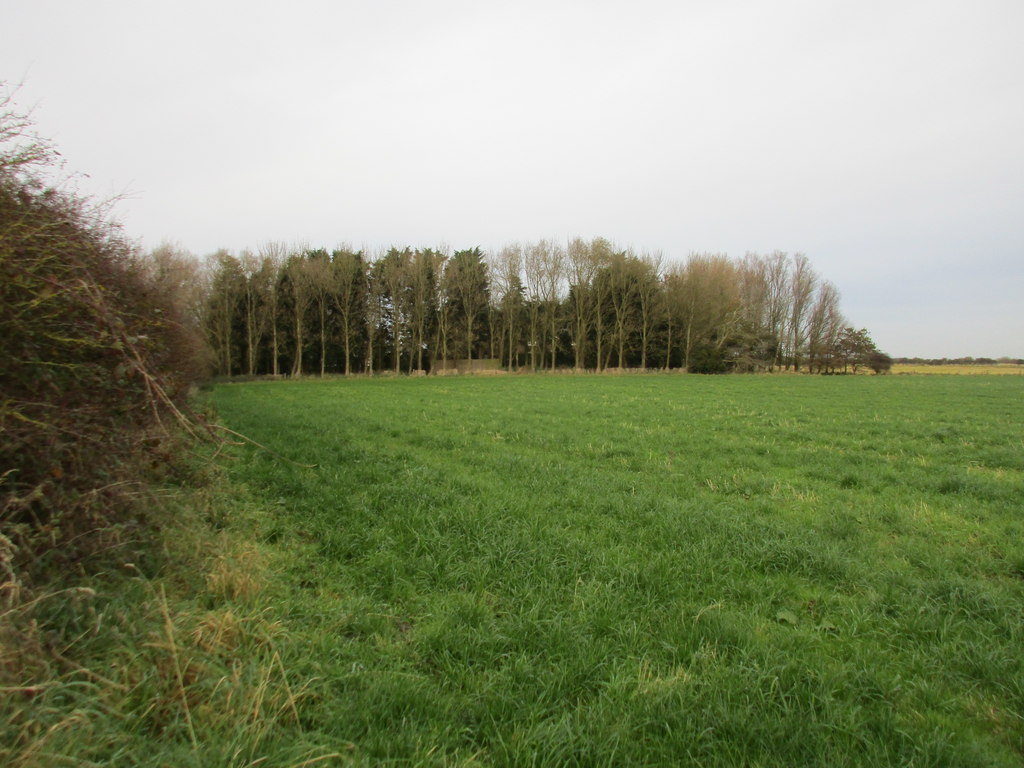
Cowden Parva

Great and Little Cowdens var en civil parish från 1866 till 1935 då den blev en del av Mappleton, i grevskapet East Riding of Yorkshire, i England. Civil parish var belägen 20 km från Beverley och hade 103 invånare år 1931.